# 前田瑠美
前田 瑠美（まえだ るみ、女性、1977年（昭和52年）3月13日 - ）は、日本の歌手・武道家・女優・YouTuber。鹿児島県出水市出身。全世界空手道連盟新極真会公認弐段。平成音楽大学声楽科卒業。所属事務所はタイズ エンタープライズ。
第25代ミス鹿児島、極真空手全日本チャンピオン 。キャッチフレーズは「闘う歌姫 るんたん」。

## 人物・略歴
鹿児島県出水市出身。武道一家で育ち、フルコンタクト空手、伝統派空手、太極拳、柔道など、計16段の有段者に加えて、教員免許などさまざまな免許・資格を持つ。
- 1998年より極真会館（松井派）に所属。
- 1998年ミス日本コンテスト九州の部　入賞
- 1999年ミス日本コンテスト九州の部　入賞
- 1999年平成音楽大学声楽科[2]を卒業。
- 2000年に平成音楽大学の学長秘書となる。
- 2001年に第25代ミス鹿児島に選ばれる。
- 2005年に全日本女子チャンピオンを獲得した後、極真会館（松井派）を退会。
- 2009年より新極真会世田谷杉並支部に所属し、同年6月には歌手デビューを果たす。
- 2012年に鹿児島県漬物商工業協同組合より、かごしま漬物大使に任命される。
- 2019年に自身のFacebookにて一般人男性との結婚を公表した。

## 主な戦績（松井派主催）
- 1998年 極真会館 全九州空手道選手権大会 優勝
- 1999年 極真会館 全九州空手道選手権大会 優勝
- 2001年 極真会館 全九州空手道選手権大会 優勝
- 2001年 極真会館 第3回女子全世界空手道選手権大会 ベスト8
- 2003年 極真会館 第4回女子全世界空手道選手権大会 ベスト8
- 2004年 第7回極真祭 全日本女子空手道選手権大会 中量級 準優勝
- 2005年 極真空手 第5回女子全世界空手道選手権大会 ベスト8
- 2005年 第8回極真祭 全日本女子空手道選手権大会 重量級 優勝

## 音楽
大学時代は声楽を専攻。オペラ出演の経験もある。大学卒業後も歌手として、フォークソングや演歌などで活動。インディーズレーベルではあるがアルバムも複数リリースしている。また、教員免状も取得している。
イベントでは特技の空手を活かし、歌の間奏で瓦割りやバット折り等の試割りを行うステージで観客を魅了している。

## ディスコグラフィ

### アルバム
- 『歌集』（2009年）1500枚を手売りで完売。
- 『霧島連山』（2010年）1500枚を手売りで完売。
- 『旅歌百景』（2011年）
- 『情景歌』（2012年）
- 『色彩の詩』（2014年、TIES-003）
  1. 大地の詩
  2. 靴音
  3. 貴方へ
  4. ゆれるカノコユリ
  5. 南の南の島唄
  6. 竹田の春
  7. 相生の空
  8. 桜の国
  9. あくねワザレカド
  10. 帰らんちゃよか
  11. 焼酎天国Ⅱ
  12. 私のお父さん（O Mio Babbino Caro）
  13. レンゲ畑の帰り道
  14. 一本の桜の木

### シングル、ミニアルバム
- 『Rumi Maeda Best Selection』（2014年）
  1. こんな小さな町だけど
  2. 鶴の口笛
  3. レンゲ畑の帰り道
  4. 終点東京
  5. こんな小さな町だけど（オリジナルカラオケ）
  6. 鶴の口笛（オリジナルカラオケ）
  7. レンゲ畑の帰り道（オリジナルカラオケ）
  8. 終点東京（オリジナルカラオケ）
- 『鰤王』（2015年） - 都丸悠の歌も収録。鹿児島県長島町東町漁協のブランドブリPRソング。

## 出演

### 映画
- 『同窓会』（2004年） - 香代子役
- 『ハイキック・ガール!』（2009年） - 海老原役

### CM
- ダイエー
- サンスター
- 天誅 千乱
- 田苑酒造
- にんにく卵黄
- 熊襲亭
- 鹿児島商工会議所

### Youtube
- るみともTV（歌手のTomo Yoあるいは特別ゲストと特定のテーマで対決し、敗れた方がバツを受けるのだが、手法は大概ケツバットとなっている。）